# 書院 (台灣)
台灣的書院，一般以清福建水師提督施琅在臺灣府治設立西定坊書院為肇始，但初期只為義學性質，直到崇文書院（原東安坊義學），臺灣才有名實相符的書院:14:21。

## 類型
臺灣的書院可以分成「正規書院」與「非正規書院」，其中正規書院又可依照管轄機構分成「道轄」、「府轄」、「廳轄」、「縣轄」，而非正規書院則可細分成「義學」、「社學」、「文昌祠」、「試館」、「特殊教育」等類型:15。

## 發展
臺灣首座書院被認為是施琅於康熙廿二年（1683年）設置的西定坊書院，而後因為康熙時鼓勵設立書院，故陸續成立了東安坊、彌陀室等書院，但這些書院被認為是義學過渡到正式書院的雛型:14:21。直到康熙四十三年（1704年）臺灣府知府衛台揆設立崇文書院，臺灣才有正式的書院（著重考課、科舉）:14:21。而後屏山書院、海東書院、中社書院等官設書院也陸續成立:21。雍正六年（1728年）時下詔「糾正」閩粵地區的「鄉音」，而在臺灣設立了四所「正音書院」:22。而後因為朝廷的鼓勵等因素，臺灣各地陸續出現了多所書院，到清末時，臺灣共出現有62所書院:25。
到了日治時期，因為導入了新式教育制度，書院失去原有的教育功能:26。有些書院的建築被改為新式學校使用，也有一些轉型成廟宇:26。

## 列表
| 名稱                           | 設置地點             | 現今地名         | 設置年代                  | 創建者                                           | 備註和參考 | 文資身分 | 圖片 |
| ------------------------------ | -------------------- | ---------------- | ------------------------- | ------------------------------------------------ | --- | -------- | ---- |
| 西定坊書院 （1683年始建）      | 臺灣府治             | 臺南市           | 1683年 （康熙二十二年）   | 將軍侯施琅建                                     | 義學過度到正式書院的雛形書院，已不存。 |          |      |
| 鎮北坊書院 （1683年）          | 臺灣府治             | 臺南市           | 1690年 （康熙二十九年）   | 郡守蔣毓英建                                     | 義學過度到正式書院的雛形書院，已不存。 |          |      |
| 彌陀室書院                     | 臺灣府治             | 臺南市東區       | 1692年 （康熙三十一年）   | 臺令王兆陞建                                     | 義學過度到正式書院的雛形書院，已不存，後輾轉成為彌陀寺。 |          |      |
| 竹溪書院                       | 臺灣府治             | 臺南市           | 1693年 （康熙三十二年）   | 郡守吳國柱建                                     | 義學過度到正式書院的雛形書院，已不存。 |          |      |
| 鎮北坊書院 （1695年）          | 臺灣府治             | 臺南市           | 1695年 （康熙三十四年）   | 道憲高烘乾建                                     | 義學過度到正式書院的雛形書院，已不存。 |          |      |
| 西定坊書院 （1698年再建）      | 臺灣府城             | 臺南市           | 1698年 （康熙三十七年）   | 道憲常光裕建                                     | 義學過度到正式書院的雛形書院，已不存。 |          |      |
| 西定坊書院 （1704年再建）      | 臺灣府城             | 臺南市           | 1704年 （康熙四十三年）   | 道憲王之麟建                                     | 義學過度到正式書院的雛形書院，已不存。 |          |      |
| 崇文書院                       | 臺灣府治             | 臺南市中西區     | 1704年 （康熙四十三年）   | 知府衛台揆建                                     | 原東安坊府舊義學，是台灣第一座真正的典型書院，已不存。 |          |      |
| 東安坊書院                     | 臺灣府治             | 臺南市           | 1705年 （康熙四十四年）   | 將軍吳英建                                       | 已不存 |          |      |
| 西定坊書院 （1709年）          | 臺灣府治             | 臺南市           | 1709年 （康熙四十八年）   | 道憲王敏政建                                     | 已不存 |          |      |
| 屏山書院                       | 鳳山縣治             | 高雄市左營區     | 1710年 （康熙四十九年）   | 知縣宋永清建                                     | 鳳山縣舊城內，林爽文事件中遭毀，已不存。 |          |      |
| 海東書院                       | 臺灣府治             | 臺南市中西區     | 1720年 （康熙五十九年）   | 分巡道梁文宣建                                   | 乾隆十五年知縣魯鼎梅就縣署改建，院廣三十丈八十丈，東向，曾為全台最具規模之書院。現已不存 |          |      |
| 南社書院                       | 臺灣府治             | 臺南市           | 1726年 （雍正四年）       |                                                  | 已不存 |          |      |
| 正音書院 （臺灣縣治）          | 臺灣府治             | 臺南市           | 1729年 （雍正七年）       | 奉文設立                                         | 已不存 |          |      |
| 正音書院 （諸羅縣治）          | 諸羅縣治             | 嘉義市           | 1729年 （雍正七年）       | 奉文設立                                         | 已不存 |          |      |
| 正音書院 （鳳山縣治）          | 鳳山縣治             | 高雄市           | 1729年 （雍正七年）       | 奉文設立                                         | 已不存 |          |      |
| 正音書院 （彰化縣治）          | 彰化縣治             | 彰化縣彰化市     | 1729年 （雍正七年）       | 奉文設立                                         | 已不存 |          |      |
| 白沙書院                       | 彰化縣治             | 彰化縣彰化市     | 1745年 （乾隆十年）       | 淡水同知攝縣事曾日瑛建                           | 已不存 |          |      |
| 鳳閣書院                       | 鳳山縣前營           | 高雄市左營區     | 1747年 （乾隆十二年）     |                                                  | 已不存 |          |      |
| 龍門書院                       | 彰化縣斗六堡         | 雲林縣斗六市     | 1753年 （乾隆十八年）     | 貢生鄭海生、丙生吳嘉會、富紳張良源、陳子芳等建   | 前後兩進，南向，現已改為斗六受天宮 |          |      |
| 玉峰書院                       | 諸羅縣治             | 嘉義市西區書院里 | 1759年 （乾隆二十四年）   | 知縣李倓就原縣學文廟址改建                       | 始建於康熙年間，1759年由知縣李倓改建於西門內縣學文廟舊址，1786年毀於地震後，在1826年獲仕紳王朝清捐地而遷至西門外諸福寺西南方。日治時期此地被改成慈惠院。在文昌宮內，現已不存，神位現奉祀於鎮南聖神宮。 |          |      |
| 明志書院 （泰山明志書院）      | 淡水廳               | 新北市泰山區     | 1763年 （乾隆二十八年）   | 淡水同知胡邦翰改建                               | 原為永定貢生胡焯猷自宅改設之義學，名曰「明志」，在興直堡新莊山腳（今新北市泰山鄉明志村），現存 | 歷史建築 |      |
| 南湖書院                       | 臺灣府治             | 臺南市中西區     | 1764年 （乾隆二十九年）   | 知府蔣允焄建                                     | 位於臺南法華寺，已不存。 |          |      |
| 文石書院                       | 澎湖廳治             | 澎湖縣馬公市     | 1766年 （乾隆三十一年）   | 澎湖通判胡建偉應貢生許應元等之請而建             | 建於文澳西偏，中為講堂三楹，祀宋儒五子，現存 | 歷史建築 |      |
| 奎璧書院                       | 諸羅縣鹽水港堡       | 臺南市鹽水區     | 1781年 （乾隆四十六年）   | 趙家創建                                         | 已不存 |          |      |
| 明志書院 （竹塹明志書院）      | 淡水廳               | 新竹市東區       | 1781年 （乾隆四十六年）   | 同知成履泰移建於竹塹西門                         | 計一座三進，中為講堂，後祀朱熹神位，左右兩畔各房為生童肄業之所。已不存，現址為明志書院立體停車場。 |          |      |
| 螺青書院                       | 彰化縣東螺堡         | 彰化縣北斗鎮     | 1781年 （乾隆四十六年）   |                                                  | 已不存 |          |      |
| 中社書院 （奎樓書院）          | 臺灣府治             | 臺南市中西區     | 1806年 （雍正十一年）     | 巡道慶保建                                       | 原為1726年分巡道吳昌祚創建的「魁星堂」，1806年改建成中社書院，1833年改名奎樓書院，現時建築為1955年（民國四十四年）重建而成                                                                             |          |      |
| 引心書院                       | 臺灣縣治             | 臺南市中西區     | 1810年 （嘉慶十五年）     | 拔貢張青峰、監生黃拔萃所建                       | 前身為寧南坊呂祖廟內的引心文社，現已不存 |          |      |
| 主靜書院                       | 彰化縣治             | 彰化縣彰化市     | 1811年 （嘉慶十六年）     | 知縣楊桂森建                                     | 已不存 |          |      |
| 仰山書院                       | 噶瑪蘭廳治           | 宜蘭縣宜蘭市     | 1812年 （嘉慶十七年）     | 委辦知府楊廷理創建，以景仰龜山得名               | [ 3 ] |          |      |
| 萃文書院                       | 鳳山縣羅漢內門觀音亭 | 高雄市內門區     | 1812年 （嘉慶十七年）     |                                                  | 現存，建築已改建。 |          |      |
| 鳳儀書院                       | 鳳山縣治             | 高雄市鳳山區     | 1814年 （嘉慶十九年）     | 知縣吳性誠命候選訓導歲貢生張廷欽建               | [ 3 ] | 市定古蹟 |      |
| 振文書院                       | 彰化縣西螺堡         | 雲林縣西螺鎮     | 1814年 （嘉慶十九年）     | 董事生員廖澄河籌建                               | [ 3 ] | 縣定古蹟 |      |
| 屏東書院                       | 鳳山縣港西里阿猴街   | 屏東縣屏東市     | 1815年 （嘉慶二十年）     | 歲貢生郭萃、林夢陽建。光緒6年鄭贊祿重修          | [ 3 ] | 縣定古蹟 |      |
| 文開書院                       | 彰化縣鹿港新興街     | 彰化縣鹿港鎮     | 1824年 （道光四年）       | 同知鄧傳安建                                     | [ 3 ] | 縣定古蹟 |      |
| 羅山書院                       | 嘉義縣治             | 嘉義市           | 1829年 （道光九年）       | 邢部郎中王朝清、知縣張紳雲籌建                   | 由知縣張縉雲與仕紳王朝清於1829年創建於文昌閣南邊，丘逢甲曾至此講學。日治時期時逐漸傾毀，之後先後被改建成衛戍病院與小學校。                                                                             |          |      |
| 鳳崗書院                       | 鳳山縣長治一圖里     | 高雄市路竹區     | 1830年 （道光十年）       |                                                  | 民劉維仲、賴為舟及林四海等建，已不存 |          |      |
| 藍田書院                       | 彰化縣南北投堡       | 南投縣南投市     | 1831年 （道光十一年）     | 縣丞朱懋，生員曾坐雲簡俊升等建                   | [ 3 ] | 縣定古蹟 |      |
| 登雲書院                       | 嘉義縣笨港           | 嘉義縣新港鄉     | 1835年 （道光十五年）     | 邑人鳩資興建                                     | [ 3 ] |          |      |
| 雲梯書院                       |                      | 苗栗縣西湖鄉     | 1840年 （道光二十年）     |                                                  | 現為宣王宮 |          |      |
| 朝陽書院                       | 鳳山縣               | 屏東縣潮州鎮     | 1841年 （道光二十一年）   | 始建者不祥。光緒六年訓導李正純等重建             | [ 3 ] |          |      |
| 文英書院                       | 彰化縣岸理社         | 臺中市神岡區     | 道光年間                  | 邑人呂世芳，呂耀初父子所建                       | [ 3 ] |          |      |
| 學海書院                       | 淡水廳下崁莊         | 臺北市萬華區     | 1843年 （道光二十三年）   | 道光十七年，淡水同知婁雲議建二十三年同知曹謹續成 | [ 3 ] | 市定古蹟 |      |
| 修文書院                       | 彰化縣西螺堡         | 雲林縣西螺鎮     | 1845年 （道光二十五年）   | 貢生詹錫齡等捐建                                 | [ 3 ] |          |      |
| 鰲文書院                       |                      |                  | 1847年 （道光二十七年）   |                                                  | [ 3 ] |          |      |
| 奎文書院                       | 彰化縣他里霧堡       | 雲林縣斗南鎮     | 1847年 （道光二十七年）   | 職員黃一章捐建                                   | [ 3 ] |          |      |
| 登瀛書院 （彰化縣）            | 彰化縣北投堡         | 南投縣草屯鎮     | 1848年 （道光二十八年）   |                                                  | [ 3 ] | 縣定古蹟 |      |
| 玉山書院 （嘉義）              | 臺灣縣茄冬南堡       | 臺南市白河區     | 1851年 （咸豐元年）       | 邑人創建                                         | [ 3 ] |          |      |
| 道東書院                       | 彰化縣和美線街       | 彰化縣和美鎮     | 1857年 （咸豐七年）       |                                                  | [ 3 ] | 國定古蹟 |      |
| 樹人書院                       | 淡水廳               | 臺北市大同區     | 咸豐年間                  | 陳維英等建                                       | [ 3 ] |          |      |
| 大觀義學                       |                      | 新北市板橋區     | 1873年 （同治十二年）     |                                                  | | 市定古蹟 |      |
| 正心書院                       |                      | 南投縣魚池鄉     | 1876年 （光緒二年）       |                                                  | 建於日月潭拉魯島上，後輾轉成為今日位於伊達邵的明德宮。 |          |      |
| 雪峰書院                       | 鳳山縣港西里阿里港街 | 屏東縣里港鄉     | 1877年 （光緒三年）       | 職員藍登輝，董事張簡榮、張簡德建                 | [ 3 ] |          |      |
| 登瀛書院 （臺北府治）          | 臺北府治             | 臺北市中正區     | 1880年 （光緒六年）       | 知府純興巨建                                     | [ 3 ] |          |      |
| 興賢書院                       | 彰化縣               | 彰化縣員林市     | 1881年 （光緒七年）       | 貢生曾拔萃建                                     | [ 3 ] | 縣定古蹟 |      |
| 明新書院                       | 彰化縣               | 南投縣集集鎮     | 1882年 （光緒八年）       | 陳長江籌建                                       | [ 3 ] | 縣定古蹟 |      |
| 啟文書院                       | 彰化縣               | 南投縣埔里鎮     | 1883年 （光緒九年）       | 同知傳若金倡建                                   | [ 3 ] |          |      |
| 蓬壺書院                       | 臺灣縣治             | 臺南市中西區     | 1886年 （光緒十二年）     | 原為引心書院，知縣沈受謙改建                     | [ 3 ] | 國定古蹟 |      |
| 英才書院                       | 苗栗縣治             | 苗栗縣苗栗市     | 1889年 （光緒十五年）     | 謝維岳籌建                                       | 現為苗栗文昌祠。 | 縣定古蹟 |      |
| 宏文書院                       | 臺灣府治             | 臺中市           | 1889年 （光緒十五年）     | 士紳林朝棟、吳鸞、吳海玉等建議知縣黃承乙創建     | [ 3 ] |          |      |
| 磺溪書院                       | 彰化縣大肚下堡       | 臺中市大肚區     | 1890年 （光緒十六年）     |                                                  | [ 3 ] | 市定古蹟 |      |
| 明道書院                       | 臺北府治             | 臺北市           | 1893年 （光緒十九年）     | 台灣布政使沈應奎建                               | [ 3 ] |          |      |
| 崇基書院                       | 基隆廳治             | 基隆市           | 1893年 （光緒十九年）     | 江呈輝籌建                                       | [ 3 ] |          |      |
| 唫杏書室（白馬名家、宋屋學堂） |                      | 高雄市美濃區     |                           |                                                  | [ 21 ] [ 22 ] |          |      |
| 羅屋書院                       | 新竹州               | 新竹縣關西鎮     | 1901年 （明治三十四年）   |                                                  | 現為關西豫章堂羅屋書房 | 歷史建築 |      |
| 象山書院                       | 臺中州               | 苗栗縣頭屋鄉     | 1901年 （明治三十四年）   |                                                  | |          |      |
| 敦源聖廟                       | 臺南州               | 臺南市歸仁區     | 1937年 （昭和十二年）     |                                                  | |          |      |
| 玉山書院 （白河）              | 臺南縣白河鄉         | 臺南市白河區     | 1951年 （民國四十年）     |                                                  | [ 23 ] |          |      |
| 英才書院 （閩南書院）          | 苗栗縣               | 苗栗縣後龍鎮     | 2015年 （民國一百零四年） |                                                  | [ 24 ] |          |      |